# فاديم بوغدانوف
فاديم بوغدانوف (الروسية: Богданов, Вадим Андреевич) مواليد 26 مارس 1986 في سانت بطرسبرغ، هو لاعب كرة يد روسي يلعب كحارس مرمى. مثل منتخب روسيا لكرة اليد.

## سجل المنافسة
شارك في البطولات التالية:
- بطولة العالم لكرة اليد للرجال 2015
- بطولة أوروبا لكرة اليد للرجال 2014
- بطولة أوروبا لكرة اليد للرجال 2016

## روابط خارجية
- فاديم بوغدانوف على موقع الاتحاد الأوروبي لكرة اليد (الإنجليزية)